# 44. nordlige breddekreds
Den 44. nordlige breddekreds (eller 44 grader nordlig bredde) er en breddekreds, der ligger 44 grader nord for ækvator. Den løber gennem Europa, Middelhavet, Asien, Stillehavet, Nordamerika og Atlanterhavet.